# Ramni Gaber
Ramni Gaber (makedonska: Рамни Габер) är en ort i Nordmakedonien. Den ligger i kommunen Studeničani, i den centrala delen av landet, 16 kilometer söder om huvudstaden Skopje. Ramni Gaber ligger 714 meter över havet och antalet invånare är 144.